# Криола (Луизијана)
Криола (енгл. Creola) град је у америчкој савезној држави Луизијана.

## Демографија
По попису из 2010. године број становника је 213.
| Група             | 2000.    | 2010.       |
| Белци             | 0 (0,0%) | 187 (87,8%) |
| Афроамериканци    | 0 (0,0%) | 13 (6,1%)   |
| Азијати           | 0 (0,0%) | 0 (0,0%)    |
| Хиспаноамериканци | 0 (0,0%) | 9 (4,2%)    |
| Укупно            | 0        | 213         |